# Claude Baltet
Pour les articles homonymes, voir Baltet.
Claude Baltet, né le 25 novembre 1832 à Troyes (Aube) et mort le 12 juin 1918 à Saint-André-les-Vergers (Aube), est un homme politique français.

## Biographie
Industriel, il dirige le journal "L'avenir républicain de Troyes". Conseiller général, il est député de l'Aube de 1881 à 1889, inscrit au groupe de l'Union républicaine.

## Sources
- « Claude Baltet », dans Adolphe Robert et Gaston Cougny, Dictionnaire des parlementaires français, Edgar Bourloton, 1889-1891 [détail de l’édition]
- « Claude Baltet », dans le Dictionnaire des parlementaires français (1889-1940), sous la direction de Jean Jolly, PUF, 1960 [détail de l’édition]